# Поль Амат
Поль Амат (ісп. Pol Amat, 18 червня 1978) — іспанський хокеїст на траві.
Учасник Олімпійських Ігор 1996, 2000, 2004, 2008, 2012 років. Срібний призер 1996, 2008 років.
Срібний призер Чемпіонату світу 1998 року, бронзовий призер 2006 року.
Чемпіон Європи 2005 року, срібний призер 2007 року.
Переможець Трофею чемпіонів 2004 року, бронзовий призер 2005, 2006 років.
Переможець Виклику чемпіонів 2003 року.